# Okaro White
Okaro White (ur. 13 sierpnia 1992 w Nowym Jorku) – amerykański koszykarz, występujący na pozycji silnego skrzydłowego, obecnie zawodnik Chicago Bulls.
8 lutego 2018 trafił do Atlanty Hawks w zamian za Luke'a Babbitta, po czym został zwolniony. 18 marca podpisał 10-dniową umowę z Cleveland Cavaliers. 7 kwietnia zawarł z klubem umowę z końca sezonu. W barwach Cavaliers nie rozegrał żadnego spotkania, a jego drużyna przegrała finały NBA z Golden State Warriors - 0–4. 5 sierpnia został zwolniony.
23 listopada 2018 został zawodnikiem Washington Wizards. 20 grudnia opuścił klub.
31 sierpnia 2020 dołączył do rosyjskiego Uniksu Kazań. 14 lipca 2021 zawarł umowę z greckim Panathinaikosem Ateny.
14 października 2022 roku dołączył do drużyny NBA Chicago Bulls.

## Osiągnięcia
Stan na 14 lipca 2021, na podstawie, o ile nie zaznaczono inaczej.
NCAA
- Uczestnik:
  - rozgrywek Sweet 16 turnieju NCAA (2011)
  - II rundy turnieju NCAA (2011, 2012)
- Mistrz turnieju konferencji Atlantic Coast (ACC – 2012)
- Zaliczony do: 
  - I składu defensywnego ACC (2014)
  - składu All-ACC Honorable Mention (2013)

Drużynowe
- Wicemistrz VTB/Rosji (2021)

Indywidualne
- Uczestnik meczu gwiazd:
  - D-League (2017)
  - ligi włoskiej (2015)[11]
- Najbardziej spektakularny zawodnik ligi greckiej (2016)
- Zaliczony do I składu ligi greckiej (2016)
- Lider ligi greckiej pod względem PIR (2016)